# القياسات الثلاث

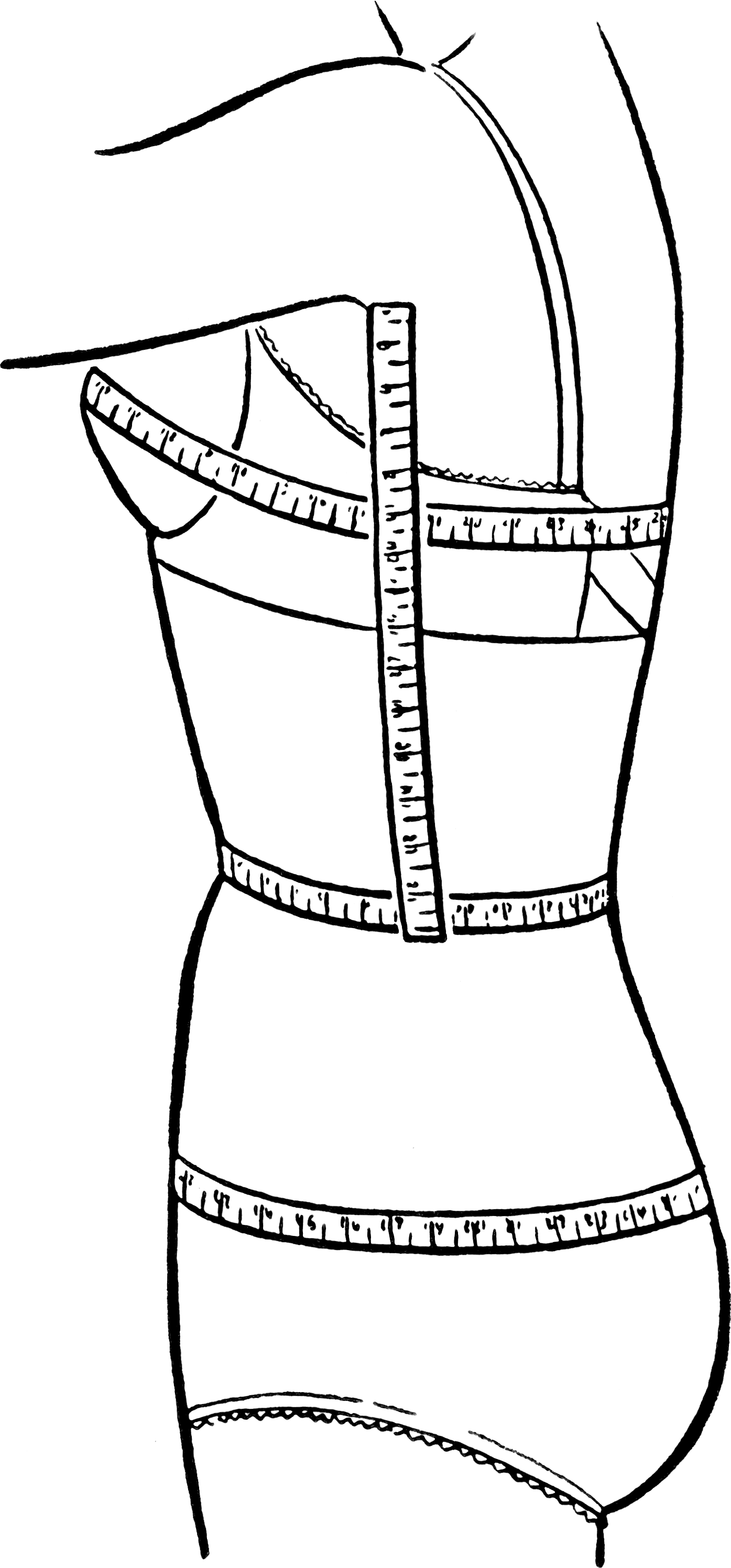
صورة توضيحية لكيفية اخد القياسات الثلاث

القياسات الثلاث أو قياسات صدر/خصر/ورك هي طريقة شائعة لقياس حجم الجسد لغرض خياطة الملابس. وتمثل القياسات الثلاث الصدر والخصر والورك، وتقاس بالسنتيمتر أو بالبوصة. وتستخدم في مجال الموضة بكثرة وخاصة للنساء.